# Vital Moreira
Vital Martins Moreira (Anadia, Vilarinho do Bairro, 8 de Novembro de 1944) é um professor universitário, jurisconsulto e político português.

## Biografia

### Percurso profissional
É professor catedrático jubilado da Faculdade de Direito da Universidade de Coimbra (FDUC), onde anteriormente se licenciou em Direito e doutorou em Ciências Jurídico-Políticas, com uma tese sobre a organização institucional e a regulação do Vinho do Porto — a partir da qual publicou quatro monografias: Nas origens da Casa do Douro, Administração autónoma e associações públicas, Auto-Regulação Profissional e Administração Autónoma e O Governo de Baco - A organização institucional do vinho do Porto. Entre outras disciplinas, lecionou Direito Constitucional, Direito Administrativo, Direito Pública da Economia, Direito da União Europeia, Direitos Humanos.
Foi juiz conselheiro no Tribunal Constitucional (1983-1989). Foi também membro da "Comissão de Veneza" do Conselho da Europa (1999-2003). Presidiu à Comissão de Projectos para as Comemorações do Centenário da República (2007-2008).
É membro do Conselho do European Master's Degree in Human Rights and Democratization (Veneza), organizado por um consórcio de universidades europeias, e presidente do Jus Gentium Conimbrigae e do Centro de Estudos de Direito Público e Regulação (CEDIPRE), centros de investigação e ensino pós-graduado sediados na FDUC.
Desde 2015 é professor da Universidade Lusíada Norte (Porto).

### Atividade política
Com participação na oposição democrática ao Estado Novo desde as eleições (não democráticas) de 1969, Vital Moreira estrear-se-ia na política ativa após o 25 de Abril de 1974. Militava então no Partido Comunista Português, que o elegeu deputado à Assembleia Constituinte (1975-1976) e, a seguir, deputado à Assembleia da República (1976-82). Em finais dos anos 1980 foi um dos membros do "grupo dos seis", que rompeu com o PCP (1987-1990).
Em 1995-97 voltou ao Parlamento como deputado independente eleito pelo Partido Socialista.
Em 2009 aceitou o convite de José Sócrates para encabeçar a lista do PS às eleições europeias. Como deputado ao Parlamento Europeu (2009-2014) foi presidente da Comissão de Comércio Internacional.
Tem colaborado regularmente na imprensa, tendo sido colunista no Público e no Diário Económico durante vários anos. É um dos autores do blogue Causa Nossa, criado em 2003.

### Vida pessoal
É casado com Maria Manuel de Lemos Leitão Marques, Ex-Ministra da Presidência e da Modernização Administrativa.

## Algumas obras publicadas
- A ordem jurídica do capitalismo. Lisboa, Caminho, 4.ª ed., 1987 (1.ª ed., 1973).
- O renovamento de Marx. Coimbra, Centelha, 1979.
- Economia e constituição: para o conceito de constituição económica. Coimbra, s. ed., 1974. Separata do Boletim de. Ciências Económicas n.º 17, editado posteriormente com o mesmo título: Coimbra, Coimbra Editora, 2.ª ed., 1979.
- Constituição da República Portuguesa anotada (com J. J. Gomes Canotilho). Coimbra, Coimbra Editora, várias edições desde 1978.
- Constituição e revisão constitucional. Lisboa, Caminho, 1980.
- Reflexões sobre o PCP. Lisboa, Inquérito, 2.ª ed., 1990.
- Os poderes do Presidente da República (com J. J. Gomes Canotilho). Coimbra, Coimbra Editora, 1991.
- Fundamentos da Constituição. (com J. J. Gomes Canotilho). Coimbra, Coimbra Editora, 1991.
- O direito de resposta na comunicação social. Coimbra, Coimbra Editora, 1994.
- Nas origens da Casa do Douro. Porto, Grupo de Estudos da História da Viticultura Duriense e do Vinho do Porto, Casa do Douro, 1996.
- Administração autónoma e associações públicas. Coimbra, Coimbra Editora, 1997
- Auto-regulação profissional e administração pública. Coimbra, Livraria Almedina, 1997.
- A morte do Centro. Coimbra, Audimprensa, 1998.
- Relatório e proposta de lei-quadro sobre institutos públicos. Grupo de Trabalho para os Institutos Públicos do Ministério da Reforma do Estado e da Administração Pública. Coordenação de Vital Moreira. Lisboa, M.R.E.A.P., 2001.
- Autoridades reguladoras independentes nos domínios económico e financeiro: estudo e projecto de lei-quadro (com Maria Fernanda Maçãs). Lisboa, Ministério da Reforma do Estado e da Administração Pública, 2002. Editada posteriormente como Autoridades reguladoras independentes: estudo e projecto e lei-quadro (com Maria Fernanda Maçãs). Coimbra, Coimbra Editora, 2003.
- Paisagem povoada: a Gândara na obra de Carlos de Oliveira. Coimbra e Cantanhede, Câmara Municipal de Cantanhede e CCDRC, 2003.
- A mão visível: mercado e regulação (com Maria Manuel Leitão Marques). Coimbra, Almedina, 2003.
- O Tribunal Penal Internacional e ordem jurídica portuguesa (Vital Moreira e outros). Coimbra, Coimbra Editora, 2004.
- Constituição da República Portuguesa: Lei do Tribunal Constitucional: compilação (com J. J. Gomes Canotilho). Coimbra, Coimbra Editora, 8.ª ed., 2005.
- Nós Europeus. Lisboa, 2009.
- Trabalho Digno para Todos: A cláusula laboral no comércio externo da UE. Coimbra, Coimbra Editora, 2014.
- "Respublica" Europeia: Estudos de Direito Constitucional da União Europeia. Coimbra, Coimbra Editora, 2014.

[Última actualização: Novembro de 2014]